# Giáo phận Xuân Lộc
Giáo phận Xuân Lộc (tiếng Latin: Dioecesis Xuanlocensis) là một giáo phận Công giáo Rôma tại Việt Nam. Giáo phận này có diện tích 6439 km², nằm trong địa bàn một phần tỉnh Đồng Nai và một phần thành phố Hồ Chí Minh. Thành lập vào năm 1965, giáo phận Xuân Lộc là giáo phận có số lượng giáo dân nhiều nhất tại Việt Nam.
Số liệu ước tính của giáo phận, vào năm 2022, có khoảng 1.073.179 giáo dân trên một địa bàn 3.910.000 dân cư, chiếm 27.4% dân số. Giáo phận phân chia thành 277 giáo xứ, có 651 linh mục, 2336 nữ tu, 644 nam tu. Quản lý giáo phận này hiện là Giám mục chính tòa Gioan Đỗ Văn Ngân (từ 2021) cùng Giám mục phụ tá Đa Minh Nguyễn Tuấn Anh (từ 2024).

## Lịch sử
Lịch sử giáo phận được xem là bắt nguồn từ thế kỷ 17. Theo ghi nhận của các thừa sai Dòng Tên, vào năm 1670, ở Xích Lam (Đất Đỏ), gần Bà Rịa (Vũng Tàu) đã có gần 300 gia đình Công giáo. Theo báo cáo của Giám mục M. Labbé, năm 1670, "miền Đồng Nai có ít nhất trên 2.000 giáo dân". Theo linh mục Adrien Launay, vào năm 1747, vùng Đồng Nai có các cộng đồng giáo dân ở Ben-go (Bến Gỗ), R. Dou-nai (Đồng Nai), Da-lua, Ke-tat, Dou-mon, R. Moxoai (Mô Xoài), Ba-ria (Bà Rịa), Nui-nua (Núi Nứa) và Đất Đỏ, do các thừa sai Hội Thừa sai Paris (MEP) và Dòng Tên coi sóc.
Trải qua 300 năm phát triển, vào năm 1954, gần 80 vạn giáo dân Công giáo từ miền Bắc di cư vào Nam và ở rải rác khắp các tỉnh từ miền Trung trở vào. Một số rất đông đã tụ về miền Xuân Lộc tạo nên các xứ đạo mới như Hố Nai, Gia Kiệm, Phương Lâm, Vũng Tàu... Tính chất tập trung này đã hình thành cộng đồng giáo dân đông đảo, nổi tiếng là rất sùng đạo và lưu giữ được nhiều giá trị truyền thống của miền Bắc.
Ngày 14 tháng 10 năm 1965, Giáo hoàng Phaolô VI ra sắc chỉ tách Tổng giáo phận Sàigòn thành 3 giáo phận: Tổng giáo phận Sàigòn, Giáo phận Phú Cường và Giáo phận Xuân Lộc. Giáo phận Xuân Lộc gồm 3 tỉnh Long Khánh, Biên Hòa và Phước Tuy. Khi thành lập, giáo phận có tổng cộng 164.144 giáo dân trong tổng số dân 521.595 người với 133 giáo xứ, 135 linh mục triều, 19 linh mục dòng, 50 tu sĩ (các dòng La San, Gioan Thiên Chúa, Xitô, Đa Minh), 200 nữ tu (Thánh Phaolô, Mến Thánh Giá, Đa Minh). Đến năm 1974, giáo phận đã có 374.560 giáo dân trên tổng số 1.048.164 dân với 155 giáo xứ, 218 linh mục triều, 25 linh mục dòng, 97 đại chủng sinh, 215 tiểu chủng sinh, 109 tu sĩ, 949 nữ tu, 168 trường trung - tiểu học.
Ngày 22 tháng 11 năm 2005, một phần của giáo phận này được tách ra để thành lập Giáo phận Bà Rịa, nằm gọn trong tỉnh Bà Rịa – Vũng Tàu. Giám mục phụ tá Nguyễn Văn Trâm được chọn làm Giám mục Tiên khởi giáo phận tân lập Bà Rịa.
Giáo phận có cơ sở đào tạo giáo sĩ mang tên Đại chủng viện Thánh Giuse cơ sở 2, đào tạo chủng sinh cho các giáo phận Xuân Lộc, Bà Rịa, Đà Lạt, Phan Thiết. Địa giới giáo phận: phía bắc giáp giáo phận Ban Mê Thuột và giáo phận Đà Lạt, phía nam giáp giáo phận Bà Rịa, phía đông giáp giáo phận Phan Thiết, phía tây giáp giáo phận Phú Cường và tổng giáo phận Thành phố Hồ Chí Minh.
Từ khi thiết lập năm 1965 đến nay, Giáo phận Xuân Lộc trải qua sáu giám mục chính toà: Giuse Lê Văn Ấn (1965–1974), Đa Minh Nguyễn Văn Lãng (1974–1988), Phaolô Maria Nguyễn Minh Nhật (1988–2004), Đa Minh Nguyễn Chu Trinh(2004–2016), Giuse Đinh Đức Đạo (2016–2021) và Gioan Đỗ Văn Ngân (từ năm 2021). Ngoài các giám mục kể trên, giáo phận còn có sự đồng quản lý của các giám mục phụ tá Tôma Nguyễn Văn Trâm (1992–2005; sau là Giám mục Bà Rịa), Tôma Aquinô Vũ Đình Hiệu (2009–2012; sau là Giám mục Bùi Chu) và Đa Minh Nguyễn Tuấn Anh (từ năm 2024).

## Các giáo hạt
Giáo phận Xuân Lộc gồm 284 giáo xứ, với những ngôi thánh đường mang nét đẹp kiến trúc rất độc đáo như Nhà thờ Hà Nội, Nhà thờ Kẻ Sặt và Nhà thờ chính tòa Xuân Lộc.
Giáo phận Xuân Lộc gồm 13 giáo hạt phân bố đều trên địa bàn tỉnh Đồng Nai:
- Hạt An Bình (Trảng Bom, Thống Nhất): 14 giáo xứ

1. Giáo xứ Bàu Hàm - Xã Bàu Hàm, tỉnh Đồng Nai
2. Giáo xứ Dầu Giây - Xã Dầu Giây, tỉnh Đồng Nai
3. Giáo xứ Hưng Lộc - Xã Dầu Giây, tỉnh Đồng Nai
4. Giáo xứ Lộc Hòa - Xã Hưng Thịnh, tỉnh Đồng Nai
5. Giáo xứ Mân Côi - Xã Hưng Thịnh, tỉnh Đồng Nai
6. Giáo xứ Minh Hòa - Xã Dầu Giây, tỉnh Đồng Nai
7. Giáo xứ Minh Tín - Xã Dầu Giây, tỉnh Đồng Nai
8. Giáo xứ Quảng Tâm - Xã Hưng Thịnh, tỉnh Đồng Nai
9. Giáo xứ Tâm An - Xã Hưng Thịnh, tỉnh Đồng Nai
10. Giáo xứ Tâm Hòa - Xã Hưng Thịnh, tỉnh Đồng Nai
11. Giáo xứ Thanh Bình - Xã Hưng Thịnh, tỉnh Đồng Nai
12. Giáo xứ Xuân Đức - Xã Dầu Giây, tỉnh Đồng Nai
13. Giáo xứ Xuân Linh - Xã Dầu Giây, tỉnh Đồng Nai
14. Giáo xứ Xuân Long - Xã Dầu Giây, tỉnh Đồng Nai

- Hạt Biên Hòa (Biên Hòa, Dĩ An, Vĩnh Cửu): 14 giáo xứ

1. Giáo xứ An Bình - Phường Đông Hòa, thành phố Hồ Chí Minh
2. Giáo xứ Bến Gỗ - Phường Long Hưng, tỉnh Đồng Nai
3. Giáo xứ Biên Hòa - 174 Cách Mạng Tháng Tám, phường Trấn Biên, tỉnh Đồng Nai
4. Giáo xứ Bình Hải - 248/25 Quốc lộ 1, phường Tam Hiệp, tỉnh Đồng Nai
5. Giáo xứ Dĩ An - Phường Dĩ An, thành phố Hồ Chí Minh
6. Giáo xứ Đông Hòa - 34/8 Tân Quới, phường Đông Hòa, thành phố Hồ Chí Minh
7. Giáo xứ Hóa An - Phường Biên Hòa, tỉnh Đồng Nai
8. Giáo xứ Nghĩa Sơn - Phường Đông Hòa, thành phố Hồ Chí Minh
9. Giáo xứ Phúc Hải - Phường Tân Triều, tỉnh Đồng Nai
10. Giáo xứ Tân Triều - Phường Tân Triều, tỉnh Đồng Nai
11. Giáo xứ Tân Vinh - 7A/7 Nguyễn Văn Tỏ, phường Long Hưng, tỉnh Đồng Nai
12. Giáo xứ Thái An - Đường Bùi Trọng Nghĩa, phường Trảng Dài, tỉnh Đồng Nai
13. Giáo xứ Thái Hiệp - Phường Tân Triều, tỉnh Đồng Nai
14. Giáo xứ Thuận Hòa - Phường Tân Triều, tỉnh Đồng Nai

- Hạt Gia Kiệm (Thống Nhất, Trảng Bom): 28 giáo xứ

1. Giáo xứ Bạch Lâm - 56/3 Bạch Lâm, xã Thống Nhất, tỉnh Đồng Nai
2. Giáo xứ Bình Lộc - Phường Bình Lộc, tỉnh Đồng Nai
3. Giáo xứ Bình Minh - Xã Bàu Hàm, tỉnh Đồng Nai
4. Giáo xứ Cây Gáo - Xã Bàu Hàm, tỉnh Đồng Nai
5. Giáo xứ Dốc Mơ - Xã Thống Nhất, tỉnh Đồng Nai
6. Giáo xứ Đức Huy - Xã Thống Nhất, tỉnh Đồng Nai
7. Giáo xứ Đức Long - 39/1C Đức Long, xã Thống Nhất, tỉnh Đồng Nai
8. Giáo xứ Đức Mẹ Fatima - 39/1C Đức Long, xã Thống Nhất, Đồng Nai
9. Giáo xứ Đức Mẹ Hằng Cứu Giúp - Xã Thống Nhất, tỉnh Đồng Nai
10. Giáo xứ Đức Mẹ Vô Nhiễm Nguyên Tội - Xã Gia Kiệm, tỉnh Đồng Nai
11. Giáo xứ Gia Phát - Xã Gia Kiệm, tỉnh Đồng Nai
12. Giáo xứ Gia Tôn - Xã Trảng Bom, tỉnh Đồng Nai
13. Giáo xứ Gia Yên - Xã Gia Kiệm, tỉnh Đồng Nai
14. Giáo xứ Hưng Bình - Xã Gia Kiệm, tỉnh Đồng Nai
15. Giáo xứ Kim Phát - 157/6 Đồng Cao, xã Gia Kiệm, tỉnh Đồng Nai
16. Giáo xứ Kim Thượng - Xã Gia Kiệm, tỉnh Đồng Nai
17. Giáo xứ Lạc Sơn - Xã Gia Kiệm, tỉnh Đồng Nai
18. Giáo xứ Lợi Hà - Xã Bàu Hàm, tỉnh Đồng Nai
19. Giáo xứ Martinô - Xã Gia Kiệm, tỉnh Đồng Nai
20. Giáo xứ Mẫu Tâm - Xã Gia Kiệm, tỉnh Đồng Nai
21. Giáo xứ Ninh Phát - Xã Gia Kiệm, tỉnh Đồng Nai
22. Giáo xứ Phát Hải - Xã Gia Kiệm, tỉnh Đồng Nai
23. Giáo xứ Phát Lộc - Xã Gia Kiệm, tỉnh Đồng Nai
24. Giáo xứ Phúc Nhạc - Xã Gia Kiệm, tỉnh Đồng Nai
25. Giáo xứ Tân Yên - Xã Gia Kiệm, tỉnh Đồng Nai
26. Giáo xứ Thanh Sơn - Xã Gia Kiệm, tỉnh Đồng Nai
27. Giáo xứ Tín Nghĩa - Phường Bình Lộc, tỉnh Đồng Nai
28. Giáo xứ Võ Dõng - Xã Gia Kiệm, tỉnh Đồng Nai

- Hạt Hòa Thanh (Biên Hòa, Trảng Bom, Vĩnh Cửu): 14 giáo xứ

1. Giáo xứ Đại An - Xã Tân An, tỉnh Đồng Nai
2. Giáo xứ Đông Vinh - Phường Hố Nai, tỉnh Đồng Nai
3. Giáo xứ Gò Xoài - Xã Tân An, ỉnh Đồng Nai
4. Giáo xứ Hòa Bình - Phường Hố Nai, tỉnh Đồng Nai
5. Giáo xứ Lai Ổn - Phường Hố Nai, tỉnh Đồng Nai
6. Giáo xứ Lộ Đức - Phường Hố Nai, tỉnh Đồng Nai
7. Giáo xứ Ngô Xá - Phường Hố Nai, tỉnh Đồng Nai
8. Giáo xứ Ngọc Đồng - Phường Hố Nai, tỉnh Đồng Nai
9. Giáo xứ Ngũ Phúc - Phường Hố Nai, tỉnh Đồng Nai
10. Giáo xứ Sài Quát - Phường Hố Nai, tỉnh Đồng Nai
11. Giáo xứ Suối Sao - Phường Hố Nai, tỉnh Đồng Nai
12. Giáo xứ Thái Hòa - Phường Hố Nai, tỉnh Đồng Nai
13. Giáo xứ Thanh Hóa - Phường Hố Nai, tỉnh Đồng Nai
14. Giáo xứ Tiên Chu - Phường Hố Nai, tỉnh Đồng Nai
15. GHBL Hòa Đức - Phường Hố Nai, tỉnh Đồng Nai
16. GHBL Trị An
17. GHBL Vinh Đức - Phường Hố Nai, tỉnh Đồng Nai

- Hạt Hố Nai (Biên Hòa): 17 giáo xứ

1. Giáo xứ Ba Đông - Phường Long Bình, tỉnh Đồng Nai
2. Giáo xứ Bắc Hải - Phường Long Bình, tỉnh Đồng Nai
3. Giáo xứ Đại Lộ - Phường Long Bình, tỉnh Đồng Nai
4. Giáo xứ Gia Cốc - Phường Long Bình, tỉnh Đồng Nai
5. Giáo xứ Hà Nội - Phường Long Bình, tỉnh Đồng Nai
6. Giáo xứ Hải Dương - Phường Long Bình, tỉnh Đồng Nai
7. Giáo xứ Hòa Hiệp - Phường Long Bình, tỉnh Đồng Nai
8. Giáo xứ Kẻ Sặt - Phường Long Bình, tỉnh Đồng Nai
9. Giáo xứ Kim Bích - Phường Long Bình, tỉnh Đồng Nai
10. Giáo xứ Lộc Lâm - Phường Long Bình, tỉnh Đồng Nai
11. Giáo xứ Nam Hải - Phường Long Bình, tỉnh Đồng Nai
12. Giáo xứ Phú Tảo - Phường Long Bình, tỉnh Đồng Nai
13. Giáo xứ Phúc Lâm - Phường Long Bình, tỉnh Đồng Nai
14. Giáo xứ Tây Hải - Phường Long Bình, tỉnh Đồng Nai
15. Giáo xứ Thánh Tâm - Phường Long Bình, tỉnh Đồng Nai
16. Giáo xứ Trung Nghĩa - Phường Long Bình, tỉnh Đồng Nai
17. Giáo xứ Xuân Trà - Phường Long Bình, tỉnh Đồng Nai
18. GHBL Hà Phát  - Phường Long Bình, tỉnh Đồng Nai
19. GHBL Đại Lộc  - Phường Long Bình, tỉnh Đồng Nai

- Hạt Long Thành (Biên Hòa, Long Thành): 29 giáo xứ

1. Giáo xứ Bác Ái - Xã Long Phước, tỉnh Đồng Nai
2. Giáo xứ Bình Sơn - Xã Long Thành, tỉnh Đồng Nai
3. Giáo xứ Cẩm Đường - Xã Xuân Đường, tỉnh Đồng Nai
4. Giáo xứ Hiền Đức - Xã Phước Thái, huyện Long Thành, tỉnh Đồng Nai
5. Giáo xứ Hiền Hòa - Xã Phước Thái, tỉnh Đồng Nai
6. Giáo xứ Hiền Phước - Xã Phước Thái, tỉnh Đồng Nai
7. Giáo xứ Liên Kim Sơn - Xã Long Thành, tỉnh Đồng Nai
8. Giáo xứ Long Đức - Phường Tam Phước, tỉnh Đồng Nai
9. Giáo xứ Long Thành - Xã Long Thành, tỉnh Đồng Nai
10. Giáo xứ Minh Long - Xã Bình An, tỉnh Đồng Nai
11. Giáo xứ Phaolô - Xã Long Phước, tỉnh Đồng Nai
12. Giáo xứ Phước Bình - Xã Phước Thái, tỉnh Đồng Nai
13. Giáo xứ Sĩ Phước - Xã Bình An, tỉnh Đồng Nai
14. Giáo xứ Tân Cang - Phường Phước Tân, tỉnh Đồng Nai
15. Giáo xứ Tân Hiệp - Xã Phước Thái, tỉnh Đồng Nai
16. Giáo xứ Thái Lạc - Xã Long Thành, tỉnh Đồng Nai
17. Giáo xứ Thành Đức - Xã Long Thành, tỉnh Đồng Nai
18. Giáo xứ Thánh Linh - Xã Long Phước, tỉnh Đồng Nai
19. Giáo xứ Thành Tâm - Xã Long Thành, tỉnh Đồng Nai
20. Giáo xứ Thành Tín - Xã Xuân Đường, tỉnh Đồng Nai
21. Giáo xứ Thiên An - Phường Phước Tân, tỉnh Đồng Nai
22. Giáo xứ Thiên Ân - Xã Long Phước, tỉnh Đồng Nai
23. Giáo xứ Thiên Bình - Phường Tam Phước, tỉnh Đồng Nai
24. Giáo xứ Thiên Lộc - Phường Tam Phước, tỉnh Đồng Nai
25. Giáo xứ Thiên Long - Xã Long Phước, tỉnh Đồng Nai
26. Giáo xứ Thiên Phú - Phường Phước Tân, tỉnh Đồng Nai
27. Giáo xứ Thiên Phước - Phường Phước Tân, tỉnh Đồng Nai
28. Giáo xứ Truyền Tin - Xã Long Phước, tỉnh Đồng Nai
29. Giáo xứ Văn Hải - Xã Long Thành, tỉnh Đồng Nai

- Hạt Phước Lý (Nhơn Trạch): 13 giáo xứ

1. Giáo xứ Bắc Minh - Xã Phước An, tỉnh Đồng Nai
2. Giáo xứ Bắc Thần - Xã Phước An, tỉnh Đồng Nai
3. Giáo xứ Đại Điền - Xã Phước An, tỉnh Đồng Nai
4. Giáo xứ Mỹ Hội - Xã Nhơn Trạch, tỉnh Đồng Nai
5. Giáo xứ Nghĩa Hiệp - Xã Phước An, tỉnh Đồng Nai
6. Giáo xứ Nghĩa Mỹ - Xã Phước An, tỉnh Đồng Nai
7. Giáo xứ Nghĩa Yên - Xã Phước An, tỉnh Đồng Nai
8. Giáo xứ Phước Khánh - Xã Đại Phước, tỉnh Đồng Nai
9. Giáo xứ Phước Lý - Xã Đại Phước, tỉnh Đồng Nai
10. Giáo xứ Tân Tường - Xã Nhơn Trạch, tỉnh Đồng Nai
11. Giáo xứ Thị Cầu - Xã Đại Phước, tỉnh Đồng Nai
12. Giáo xứ Thiết Nham - Xã Phước An, tỉnh Đồng Nai
13. Giáo xứ Vĩnh Phước - Xã Phước An, tỉnh Đồng Nai

- Hạt Phú Thịnh (Trảng Bom, Vĩnh Cửu): 23 giáo xứ

1. Giáo xứ Bắc Hòa - Xã Bình Minh, tỉnh Đồng Nai
2. Giáo xứ Bùi Chu - Xã Bình Minh, tỉnh Đồng Nai
3. Giáo xứ Bùi Đệ - Xã Bình Minh, tỉnh Đồng Nai
4. Giáo xứ Đồng Phát - Xã Trảng Bom, tỉnh Đồng Nai
5. Giáo xứ Giang Điền - Xã Trảng Bom, tỉnh Đồng Nai
6. Giáo xứ Hiếu Liêm - Xã Trị An, tỉnh Đồng Nai
7. Giáo xứ Phú An -
8. Giáo xứ Phú Lý - Xã Phú Lý, tỉnh Đồng Nai
9. Giáo xứ Phú Sơn - Xã Bình Minh, tỉnh Đồng Nai
10. Giáo xứ Quảng Biên - Xã Trảng Bom, tỉnh Đồng Nai
11. Giáo xứ Tân Bắc - Xã Bình Minh, tỉnh Đồng Nai
12. Giáo xứ Tân Bình - Xã Bình Minh, tỉnh Đồng Nai
13. Giáo xứ Tân Hương - Xã Bình Minh, tỉnh Đồng Nai
14. Giáo xứ Tân Thành - Xã Bình Minh, tỉnh Đồng Nai0
15. Giáo xứ Thạch An - Xã Tân An, tỉnh Đồng Nai
16. Giáo xứ Thiện An - Xã Trị An, tỉnh Đồng Nai
17. Giáo xứ Thịnh An - Xã Tân An, tỉnh Đồng Nai
18. Giáo xứ Thuận An - Xã Tân An, tỉnh Đồng Nai
19. Giáo xứ Trà Cổ - Xã Bình Minh, tỉnh Đồng Nai
20. Giáo xứ Vườn Ngô - Xã An Viễn, tỉnh Đồng Nai
21. Giáo xứ Xuân An - Xã An Viễn, huyện Trảng Bom, tỉnh Đồng Nai
22. Giáo xứ Xuân Thịnh - Xã An Viễn, tỉnh Đồng Nai

- Hạt Phương Lâm (Tân Phú): 22 giáo xứ

1. Giáo xứ An Lâm - Xã Phú Lâm, tỉnh Đồng Nai
2. Giáo xứ Bích Lâm - Xã Tân Phú, tỉnh Đồng Nai
3. Giáo xứ Bình Lâm - Xã Phú Lâm, tỉnh Đồng Nai
4. Giáo xứ Đắk Lua - Xã Đắk Lua, tỉnh Đồng Nai
5. Giáo xứ Đồng Hiệp - Xã Phú Hòa, tỉnh Đồng Nai
6. Giáo xứ Giang Lâm - Xã Tân Phú, tỉnh Đồng Nai
7. Giáo xứ Hòa Lâm - Xã Phú Lâm, tỉnh Đồng Nai
8. Giáo xứ Kim Lâm - Xã Phú Lâm, tỉnh Đồng Nai
9. Giáo xứ Mai Lâm - Xã Phú Lâm, tỉnh Đồng Nai
10. Giáo xứ Ngọc Lâm - Xã Tân Phú, tỉnh Đồng Nai
11. Giáo xứ Phú Lâm - Xã Phú Lâm, tỉnh Đồng Nai
12. Giáo xứ Phương Lâm - Xã Phú Lâm, tỉnh Đồng Nai
13. Giáo xứ Quang Lâm - Xã Thanh Sơn, tỉnh Đồng Nai
14. Giáo xứ Tà Lài - Xã Tà Lài, tỉnh Đồng Nai
15. Giáo xứ Thạch Lâm - Xã Tà Lài, tỉnh Đồng Nai
16. Giáo xứ Thọ Lâm - Xã Tân Phú, tỉnh Đồng Nai
17. Giáo xứ Tiên Lâm - Xã Nam Cát Tiên, tỉnh Đồng Nai
18. Giáo xứ Tịnh Lâm - Xã Tà Lài, tỉnh Đồng Nai
19. Giáo xứ Trúc Lâm - Xã Phú Lâm, tỉnh Đồng Nai
20. Giáo xứ Văn Lâm - Xã Tà Lài, tỉnh Đồng Nai
21. Giáo xứ Vinh Lâm - Xã Tân Phú, tỉnh Đồng Nai
22. Giáo xứ Xuân Lâm - Xã Nam Cát Tiên, tỉnh Đồng Nai

- Hạt Tân Mai (Biên Hòa): 18 giáo xứ

1. Giáo xứ Bình An - Phường Trấn Biên, tỉnh Đồng Nai
2. Giáo xứ Bùi Đức - Phường Tam Hiệp, tỉnh Đồng Nai
3. Giáo xứ Bùi Hiệp - Phường Tam Hiệp, tỉnh Đồng Nai
4. Giáo xứ Bùi Hưng - Phường Tam Hiệp, tỉnh Đồng Nai
5. Giáo xứ Bùi Thái - Phường Tam Hiệp, tỉnh Đồng Nai
6. Giáo xứ Bùi Thượng - Phường Tam Hiệp, tỉnh Đồng Nai
7. Giáo xứ Bùi Vĩnh - Phường Tam Hiệp, tỉnh Đồng Nai
8. Giáo xứ Đa Minh - Phường Tam Hiệp, tỉnh Đồng Nai
9. Giáo xứ Gia Viên - Phường Tam Hiệp, tỉnh Đồng Nai
10. Giáo xứ Long Bình - Phường Long Bình, tỉnh Đồng Nai
11. Giáo xứ Micae - Phường Tam Hiệp, tỉnh Đồng Nai
12. Giáo xứ Phanxicô - Phường Long Bình, tỉnh Đồng Nai
13. Giáo xứ Tân Lộc - Phường Tam Hiệp, tỉnh Đồng Nai
14. Giáo xứ Tân Mai - Phường Tam Hiệp, tỉnh Đồng Nai
15. Giáo xứ Thánh Giuse - Phường Tam Hiệp, tỉnh Đồng Nai
16. Giáo xứ Thiên Triều - Phường Trấn Biên, tỉnh Đồng Nai
17. Giáo xứ Trinh Vương - Phường Tam Hiệp, tỉnh Đồng Nai
18. Giáo xứ Xuân Hòa - Phường Phường Tam Hiệp, tỉnh Đồng Nai

- Hạt Túc Trưng (Định Quán): 25 giáo xứ

1. Giáo xứ Đankar - Xã Định Quán, tỉnh Đồng Nai
2. Giáo xứ Định Quán - Xã Định Quán, tỉnh Đồng Nai
3. Giáo xứ Đức Thắng - Xã La Ngà, tỉnh Đồng Nai
4. Giáo xứ Gia Canh - Xã Định Quán, tỉnh Đồng Nai
5. Giáo xứ Hiệp Nhất - Xã Thống Nhất, tỉnh Đồng Nai
6. Giáo xứ La Ngà - Xã La Ngà, tỉnh Đồng Nai
7. Giáo xứ Nagoa - Xã Xuân Bắc, tỉnh Đồng Nai
8. Giáo xứ Ngọc Thanh - Xã Định Quán, tỉnh Đồng Nai
9. Giáo xứ Phú Dòng - Xã Thống Nhất, tỉnh Đồng Nai
10. Giáo xứ Phú Hòa - Xã Thống Nhất, tỉnh Đồng Nai
11. Giáo xứ Phú Thiện - Xã La Ngà, tỉnh Đồng Nai
12. Giáo xứ Suối Nho - Xã Xuân Bắc, tỉnh Đồng Nai
13. Giáo xứ Tam Phú - Xã La Ngà, tỉnh Đồng Nai
14. Giáo xứ Thánh Mẫu - Xã Thống Nhất, tỉnh Đồng Nai
15. Giáo xứ Thống Nhất - Xã Thống Nhất, tỉnh Đồng Nai
16. Giáo xứ Túc Trưng - Xã Thống Nhất, tỉnh Đồng Nai
17. Giáo xứ Vĩnh An - Xã La Ngà, tỉnh Đồng Nai
18. Giáo xứ Xuân Dưng- Xã Thanh Sơn, tỉnh Đồng Nai
19. Giáo xứ Xuân Hoa
20. Giáo xứ Xuân Kiên - Xã Thanh Sơn, tỉnh Đồng Nai
21. Giáo xứ Xuân Phú - Xã Phú Túc, huyện Định Quán, tỉnh Đồng Nai
22. Giáo xứ Xuân Sơn - Xã Thống Nhất, tỉnh Đồng Nai
23. Giáo xứ Xuân Thanh - Xã Thống Nhất, tỉnh Đồng Nai
24. Giáo xứ Xuân Trung - Xã Thống Nhất, tỉnh Đồng Nai
25. Giáo xứ Xuân Trường - Xã Thống Nhất, tỉnh Đồng Nai

- Hạt Gia Ray (Xuân Lộc): 26 giáo xứ và 3 giáo họ biệt lập

1. Giáo xứ Bình Hòa - Xã Xuân Phú, tỉnh Đồng Nai
2. Giáo xứ Chà Rang - Xã Xuân Thành, tỉnh Đồng Nai
3. Giáo xứ Đồng Tâm - Xã Xuân Đông, tỉnh Đồng Nai
4. Giáo xứ Gia Lào - Xã Xuân Thành, tỉnh Đồng Nai
5. Giáo xứ Gia Ray - Xã Xuân Lộc, tỉnh Đồng Nai
6. Giáo xứ Hiệp Lực - Xã Xuân Hòa, tỉnh Đồng Nai
7. Giáo xứ Lang Minh - Xã Xuân Phú, tỉnh Đồng Nai
8. Giáo xứ Long Thuận - Xã Xuân Hưng, huyện Xuân Lộc, tỉnh Đồng Nai
9. Giáo xứ Quảng Xuân - Xã Xuân Hòa, tỉnh Đồng Nai
10. Giáo xứ Russeykeo - Xã Xuân Lộc, tỉnh Đồng Nai
11. Giáo xứ Suối Cát - Xã Xuân Lộc, tỉnh Đồng Nai
12. Giáo xứ Tam Thái - Xã Xuân Lộc, tỉnh Đồng Nai
13. Giáo xứ Tân Hữu - Xã Xuân Thành, tỉnh Đồng Nai
14. Giáo xứ Tân Ngãi - Xã Xuân Đông, tỉnh Đồng Nai
15. Giáo xứ Thái Thiện - Xã Xuân Phú, tỉnh Đồng Nai
16. Giáo xứ Thánh Gia - Xã Xuân Phú, tỉnh Đồng Nai
17. Giáo xứ Thọ Hòa - Xã Xuân Lộc, tỉnh Đồng Nai
18. Giáo xứ Thọ Lộc - Xã Xuân Lộc, tỉnh Đồng Nai
19. Giáo xứ Trảng Táo - Xã Xuân Thành, tỉnh Đồng Nai
20. Giáo xứ Trung Ngãi - Xã Xuân Đông, huyện Xuân Lộc, tỉnh Đồng Nai
21. Giáo xứ Xuân Bắc - Xã Xuân Bắc, tỉnh Đồng Nai
22. Giáo xứ Xuân Hiệp - Xã Xuân Lộc, tỉnh Đồng Nai
23. Giáo xứ Xuân Kitô - Xã Xuân Hòa, tỉnh Đồng Nai
24. Giáo xứ Xuân Thành - Xã Xuân Thành, tỉnh Đồng Nai
25. Giáo xứ Xuân Thiện - Xã Xuân Bắc, tỉnh Đồng Nai
26. Giáo xứ Xuân Tôn - Xã Xuân Bắc, tỉnh Đồng Nai
27. GHBL Xuân Phúc
28. GHBL Xuân Tin
29. GHBL Xuân Vinh

- Hạt Long Khánh (Long Khánh, Cẩm Mỹ và một phần Xuân Lộc): 36 giáo xứ và 4 giáo họ biệt lập

1. Giáo xứ An Lộc - Phường Xuân Lập, tỉnh Đồng Nai
2. Giáo xứ Bảo Quang - Phường Bảo Vinh, tỉnh Đồng Nai
3. Giáo xứ Bảo Thị - Xã Xuân Định, tỉnh Đồng Nai
4. Giáo xứ Bảo Vinh - Phường Bảo Vinh, tỉnh Đồng Nai
5. Giáo xứ Bàu Cối - Phường Bảo Vinh, tỉnh Đồng Nai
6. Giáo xứ Bình Khánh - Phường Bình Lộc, tỉnh Đồng Nai
7. Giáo xứ Cẩm Tân - Phường Hàng Gòn, tỉnh Đồng Nai
8. Giáo xứ Cáp Rang - Phường Bảo Vinh, tỉnh Đồng Nai
9. Giáo xứ Chính Tòa - 144 Hùng Vương, phường Long Khánh, tỉnh Đồng Nai
10. Giáo xứ Duyên Lãng - Xã Cẩm Mỹ, tỉnh Đồng Nai
11. Giáo xứ Gia Vinh - Xã Sông Ray, tỉnh Đồng Nai
12. Giáo xứ Hàng Gòn - Phường Hàng Gòn, tỉnh Đồng Nai
13. Giáo xứ Hoàn Quân - Xã Xuân Quế, tỉnh Đồng Nai
14. Giáo xứ Hồng Ân - Xã Sông Ray, tỉnh Đồng Nai
15. Giáo xứ Nam Hà - Xã Xuân Định, tỉnh Đồng Nai
16. Giáo xứ Núi Đỏ - Phường Xuân Lập, tỉnh Đồng Nai
17. Giáo xứ Núi Tung - Phường Bình Lộc, tỉnh Đồng Nai
18. Giáo xứ Phú Xuân - Xã Xuân Định, tỉnh Đồng Nai
19. Giáo xứ Suối Cả - Xã Xuân Đường, tỉnh Đồng Nai
20. Giáo xứ Suối Tre - Phường Bình Lộc, tỉnh Đồng Nai
21. Giáo xứ Tân Phú - Phường Long Khánh, tỉnh Đồng Nai
22. Giáo xứ Tân Xuân - Phường Long Khánh, tỉnh Đồng Nai
23. Giáo xứ Thái Xuân - Xã Xuân Định, tỉnh Đồng Nai
24. Giáo xứ Thiên Đức - Xã Xuân Đường, tỉnh Đồng Nai
25. Giáo xứ Thừa Ân - Xã Xuân Đường, tỉnh Đồng Nai
26. Giáo xứ Thừa Đức - Xã Xuân Đường, tỉnh Đồng Nai
27. Giáo xứ Xuân Bảo - Xã Cẩm Mỹ, tỉnh Đồng Nai
28. Giáo xứ Xuân Bình - Xã Xuân Định, tỉnh Đồng Nai
29. Giáo xứ Xuân Đông - Xã Xuân Đông, tỉnh Đồng Nai
30. Giáo xứ Xuân Đường - Xã Xuân Đường, tỉnh Đồng Nai
31. Giáo xứ Xuân Khánh - Phường Long Khánh, tỉnh Đồng Nai
32. Giáo xứ Xuân Mỹ - Xã Cẩm Mỹ, tỉnh Đồng Nai
33. Giáo xứ Xuân Nhạn - Xã Xuân Quế, tỉnh Đồng Nai
34. Giáo xứ Xuân Quế - Xã Xuân Quế, tỉnh Đồng Nai
35. Giáo xứ Xuân Tây - Xã Xuân Đông, tỉnh Đồng Nai
36. Giáo xứ Xuân Triệu - Xã Xuân Quế, tỉnh Đồng Nai
37. GHBL Thánh Đaminh Úy
38. GHBL Thiên Phúc
39. GHBL Xuân Ân
40. GHBL Xuân Nam

## Các danh địa giáo phận

### Nhà thờ chính tòa và Tòa Giám mục
Giáo phận đã chọn thánh cả Giuse là quan thầy giáo phận.
Toà giám mục hiện nay đặt tại thành phố Long Khánh, Đồng Nai

### Thánh địa hành hương
Hiện nay, Giáo phận đang tập trung nguồn lực xây dựng thánh địa Đức Mẹ Núi Cúi làm điểm hành hương mới cho giáo dân giáo phận.
Trước đây, Đức Mẹ Bãi Dâu là địa điểm hành hương của Giáo phận. Năm 2005, Giáo phận Bà Rịa thành lập trên cơ sở tách ra từ giáo phận Xuân Lộc nằm trên địa giới tỉnh Bà Rịa – Vũng Tàu và địa điểm hành hương Đức Mẹ Bãi Dâu thuộc về giáo phận mới này.
Do đó, năm 2014, giáo phận Xuân Lộc chính thức khởi công xây dựng điểm hành hương giáo phận thuộc Núi Cúi - giáo xứ Dốc Mơ. Địa điểm này nhìn xuống hồ Trị An và được đầu tư xây dựng quy mô để đáp ứng nhu cầu hành hương cho hơn một triệu tín hữu Công giáo của giáo phận này.

## Các đời giám mục quản nhiệm
| STT | Tên                           | Thời gian quản nhiệm              | Ghi chú                                                                 |
| --- | ----------------------------- | --------------------------------- | ----------------------------------------------------------------------- |
| 1 † | Giuse Lê Văn Ấn               | 1965-1974                         |                                                                         |
| 2 † | Đa Minh Nguyễn Văn Lãng       | 1974-1988                         |                                                                         |
| 3 † | Phaolô Maria Nguyễn Minh Nhật | 1975-1988 1988-2004               |                                                                         |
| 4   | Tôma Nguyễn Văn Trâm          | 1992-2005                         | Giám mục Phụ tá Xuân Lộc Giám mục Chính toà Giáo phận Bà Rịa            |
| 5   | Đa Minh Nguyễn Chu Trinh      | 2004-2016                         |                                                                         |
| 6   | Tôma Aquinô Vũ Đình Hiệu      | 2009-2012                         | Giám mục Phụ tá Giáo phận Xuân Lộc Giám mục Chính toà Giáo phận Bùi Chu |
| 7   | Giuse Đinh Đức Đạo            | 2013-2015 Phó 2015-2016 2016-2021 | Giám mục Phụ tá Giám mục Chính Toà Giáo Phận Xuân Lộc                   |
| 8   | Gioan Đỗ Văn Ngân             | 2017-2021 2021-nay                | Giám mục Phụ tá Giám mục Chính Toà Giáo Phận Xuân Lộc                   |
| 9   | Đa Minh Nguyễn Tuấn Anh       | 2024-nay                          | Giám mục Phụ tá                                                         |

Ghi chú:
- : Giám mục chính tòa
- : Giám mục phó, phụ tá hoặc Giám quản tông tòa, Đại diện tông tòa